# Fónagy János (politikus)
Fónagy János Vilmos (Budapest, 1942. július 11. –) magyar jogász, gazdasági vezető, politikus. 1998 és 2000 között a Gazdasági Minisztérium, majd rövid ideig a Miniszterelnöki Hivatal politikai államtitkára. Ezt követően 2002-ig közlekedési és vízügyi miniszter. 2007-től a Fidesz – Magyar Polgári Szövetség budapesti elnöke. 2010. június 2-ától a Nemzeti Fejlesztési Minisztérium parlamenti államtitkára.
2018. május 22-étől – a negyedik Orbán-kormány megalakulását követően felállított – Miniszterelnöki Kormányiroda államtitkára. 
2023. november 3-tól az Országgyűlés korelnöke.

## Életpályája
1962-ben kezdte meg egyetemi tanulmányait az Eötvös Loránd Tudományegyetem Állam- és Jogtudományi Karán, amit 1966-ban végzett el. 1968-ban ügyvédi-jogtanácsosi szakvizsgát tett.
1962-ben csónaképítő asztalosként dolgozott a Budapesti Építők SC-ben, majd két éven át az Ózdi Kohászati Üzemekben csúcsíró volt. Az egyetem elvégzése után ügyvédjelöltként, majd az Ózdi Járási Tanácsnál a mezőgazdasági osztályon igazgatási csoportvezetőként dolgozott. A jogtanácsosi szakvizsgát követően jogtanácsos volt 1981-ig a putnoki mezőgazdasági termelőszövetkezetnél (mgtsz), majd 1988-ig vezető jogtanácsosa az Ózdi Kohászati Üzemeknél.
1984 és 1986 között a vállalat gazdasági vezérigazgató-helyettese, majd 1989-ig a marketing szakágazat igazgatója volt. 1989 és 1998 között a Régió Ózdi Szerkezetfejlesztő Kft. ügyvezető igazgatójaként tevékenykedett.

### Politikai pályafutása
A rendszerváltás előtt a Magyar Szocialista Munkáspárt tagja volt, ahonnan 1985-ben lépett ki. Politikai tisztséget ebben az időszakban nem viselt. Komolyabb közéleti szereplést először 1993-ban vállalt, amikor belépett a Fideszbe. 1994-től a Fidesz Országos Választmány tagja. 1994 és 2002 között a Fidesz ózdi elnöke volt. A párt Borsod-Abaúj-Zemplén megyei szervezetének alelnöke volt 1994 és 1998 között. Ugyanebben az időszakban a Borsod-Abaúj-Zemplén Megyei Közgyűlés tagja, 1995-től a ciklus végéig társadalmi alelnöke volt.
Az 1998-as országgyűlési választáson pártja Borsod-Abaúj-Zemplén megyei területi listájáról bekerült az Országgyűlésbe. Orbán Viktor miniszterelnök a Gazdasági Minisztérium politikai államtitkárává nevezte ki, majd 2000. február 1-jétől a Miniszterelnöki Hivatal politikai államtitkára volt. 2000. december 1-jén kinevezték közlekedési és vízügyi miniszterré Nógrádi László lemondása után. Posztját a 2002-es kormányváltásig viselte.

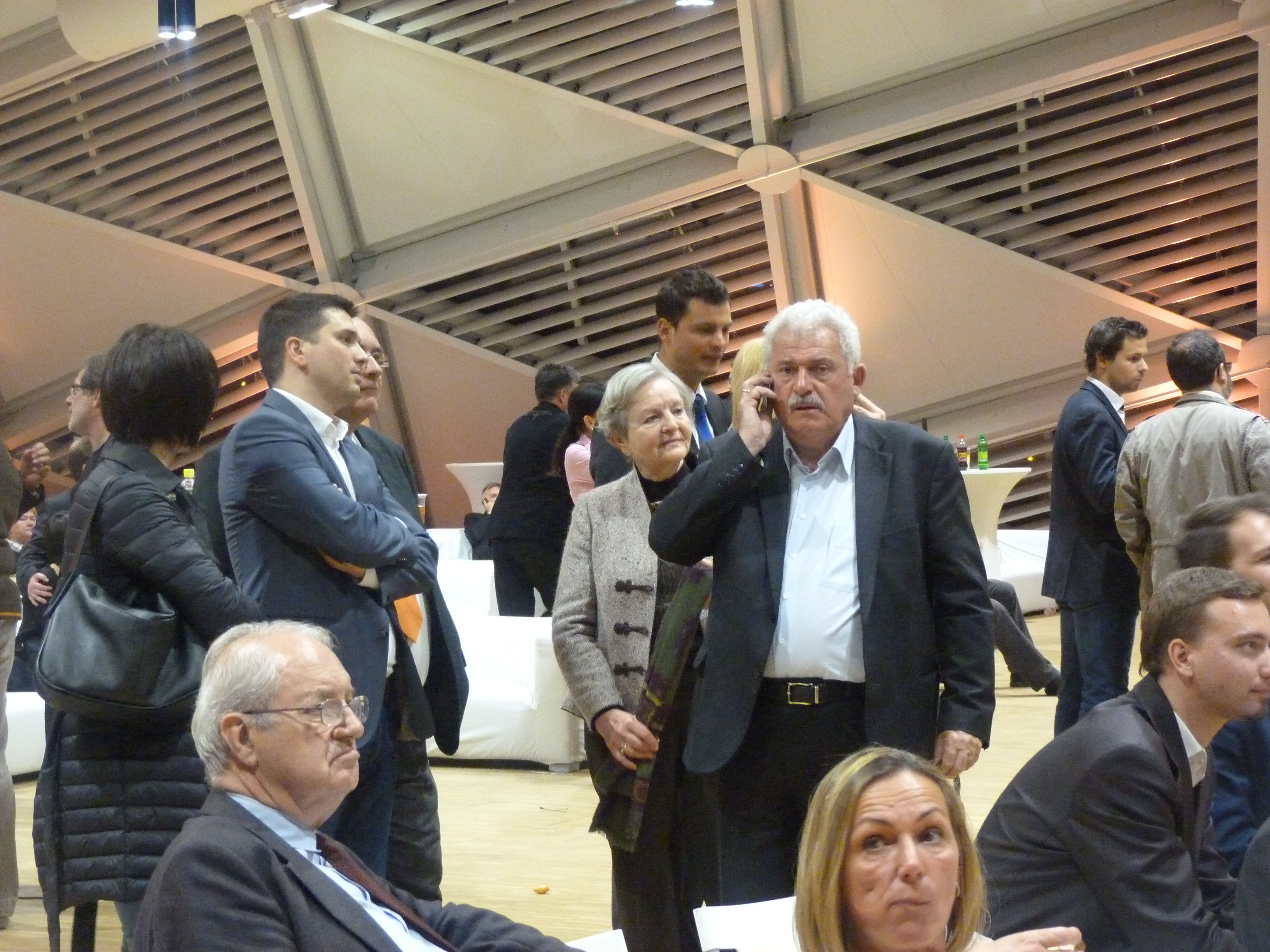
Fónagy János egy 2014 tavaszi kampányeseményen

A 2002-es országgyűlési választáson újra mandátumot szerzett, szintén a Borsod-Abaúj-Zemplén megyei listáról (mindkét alkalommal az ózdi egyéni választókerületben indult sikertelenül). A gazdasági bizottság alelnökévé választották. A 2002 őszén megrendezett önkormányzati választáson újra bekerült a Borsod-Abaúj-Zemplén Megyei Közgyűlésbe. A 2006-os országgyűlési választáson már mint budapesti egyéni jelölt indult, a VII. kerületben. Mandátumot pártja fővárosi területi listájáról szerezve került be az Országgyűlésbe. Az önkormányzati választáson bejutott a Fővárosi Közgyűlésbe és a Fidesz-frakció helyettes vezetőjévé választották. A Fidesz budapesti választmánya 2007. június 22-én a párt budapesti elnökévé választotta. A 2010-es országgyűlési választáson Budapest 10-es számú egyéni választókerületében szerzett mandátumot.
2010 júniusában az újonnan alakult Nemzeti Fejlesztési Minisztérium parlamenti államtitkárává nevezték ki. 2012. május 1-jei hatállyal a közösségi közlekedés átalakításáért felelős kormánybiztossá nevezték ki egyéves időtartamra.
2018. május 22-étől – a negyedik Orbán-kormány megalakulását követően felállított – Miniszterelnöki Kormányiroda államtitkára.

## Családja
Budapesten született zsidó családban. Édesapja textilmérnök, édesanyja gyógytornász volt. 1965-ben kötött házasságot Tábori Ágnessel, felesége vezető jogtanácsos. Egy lánya és két unokája van: Fanni és Hanna.

## Konfliktusok a személye körül
- A Gyurcsány-kormány által 2007-ben, és Bajnai-kormány által 2009-ben bevezetett vasútbezárásoknak szavak szintjén nagy kritikusa volt Fónagy János. A Gyurcsány-kormány 14,[5] míg a Bajnai-kormány 24 vasútvonalat és vonalszakaszt záratott be.[6] Fónagy János 2009-ben azt ígérte, hogy „a Fidesz kormányra kerülése esetén mindenütt, ahol erre műszaki lehetőség van, helyre fogjuk állítani a közösségi közlekedést”.[7] Természetesen minden bezárt vasútvonalon megvan a műszaki lehetőség a vonatközlekedés újraindítására, a rosszabb állapotú vasútvonalakon is némi felújítás után a vonatközlekedés újraindítható. Vagyis Fónagy János azt ígérte, hogy minden bezárt vasútvonalat és vonalszakaszt újraindítanak. Ennek ellenére az Orbán-kormány mindeddig a szocialista kormányok által bezárt 38 vasútvonal és vonalszakasz közül csak 10 vasútvonalon és vonalszakaszon indította újra a forgalmat, tehát a kormány mai napig nem tartotta be ezt a vidéken élő emberek életét és a környezetvédelmi szempontokat is segíteni hivatott ígéretét.

- A koronavírus-világjárvány idején bevezetett lezárások kapcsán Ungár Péter LMP-s országgyűlési képviselő írásbeli kérdést tett fel azzal kapcsolatban, hogy a kormány miért nem záratta be a kaszinókat annak ellenére, hogy minden más vendéglátóhelyet bezártak.[8] Fónagy János a válaszában azt írta magyarázatként, hogy a kaszinók azért lehetnek nyitva és láthatnak vendégeket még a járvány ellenére is, mert a kaszinók szerinte „nem minősülnek vendéglátóhelyeknek”.[9] Arra nem tért ki, hogy akkor mégis minek minősülnek. Arra sem adott magyarázatot, hogy ha a kaszinók szerinte nem vendéglátóhelyek, akkor mégis hogyan tudnak vendégeket látni. Ahogy arra sem tért ki, hogy ha netán tényleg nem minősülnek vendéglátóhelyeknek, akkor abból hogy következik, hogy nyitva kell lenniük a kaszinóknak még a járvány ellenére is. A fitnesztermek, a fedett uszodák, a múzeumok, a könyvtárak, a mozik, az állatkertek és a korcsolyapályák valóban nem vendéglátóhelyek, azokat mégis bezáratta a kormány. A Telex.hu felhívta rá a figyelmet, hogy kaszinóbiznisznek hagyományosan jó a fekvése a kormánynál. A korábban Andy Vajna filmügyi kormánybiztos érdekeltségébe tartozó kaszinóbirodalom Vajna halála után, 2020 áprilisában két ugyancsak kormányközeli üzletember érdekeltségébe került: az öt budapesti kaszinót üzemeltető Las Vegas Casino Zrt.-t egy Garancsi Istvánhoz és Szalay-Bobrovniczky Kristófhoz köthető cég vette meg.[10] Így a kaszinók nyitva tartásával a kormány azt érte el, hogy kormányközeli üzletembereknek továbbra is sok pénz folyik be még járvány ellenére is. Ráadásul a kormány érthetetlen okokból hatalmas adókedvezményt biztosít a kaszinók számára, amivel a kormány évente 7 milliárd forinttal károsítja meg az adófizetőket.[11]

- 2020 szeptemberében írásbeli kérdéssel fordult a DK-s Oláh Lajos a nemzeti vagyon kezeléséért felelős miniszterhez, miután az egyik péntek este sétát tett a budapesti bulinegyedben. Itt azt tapasztalta, hogy a dohányboltok közvetlen közelében intenzív alkoholfogyasztás zajlik este 22 óra után. Ebből fakadóan sok a hangoskodás és a randalírozás is. A politikus kiemelte: „A Nemzeti dohányboltokra a kerületi önkormányzat rendelkezései nem érvényesek, így azok minden további nélkül árusíthatnak alkoholt, amivel keresztülhúzzák az önkormányzat fáradozásait.” Ezzel arra utalt, hogy a budapesti VII. kerületben érvényes önkormányzati rendelet értelmében 22 és 6 óra között a boltok csak akkor maradhatnak nyitva, ha ebben az időszakban nem árusítanak alkoholos italokat; viszont ez a dohányboltokra nem vonatkozik, mivel a törvény nem teszi lehetővé, hogy az önkormányzatok az alkoholos italok dohányboltokban történő árusítását korlátozzák. A miniszter helyett választ adó Fónagy János a kérdésre ezt reagálta: „Nincs összefüggés az éjszakai közterületi szeszesital-fogyasztás és a Nemzeti Dohányboltok éjjeli nyitvatartási rendje között.” Fónagy mindezt annak ürügyén mondta, hogy szerinte Budapest VII. kerületében nem csak a dohányboltokban van lehetőség alkoholos italokat árulni este 22 óra után. Ugyanakkor ez az érvelés a fent említett kerületi rendelkezés miatt nem állja meg a helyét, hiszen az erzsébetvárosi boltokban (a dohányboltokon kívül) nem lehet alkoholos italt kapni ebben az időszakban. Másrészt Fónagy állítása életszerűtlen is, hiszen a mindennapi tapasztalatok – amelyek nem csak ebben a budapesti kerületben figyelhetők meg – azt mutatják, hogy eseti jellegű utcai kocsmák alakulnak a dohányboltok környékén, mivel sokan helyben isszák meg a dohányboltban vásárolt alkoholos italukat.[12]

## Díjai, elismerései
- A Magyar Érdemrend középkeresztje a csillaggal (2012)[13]